# شاخ گوزن

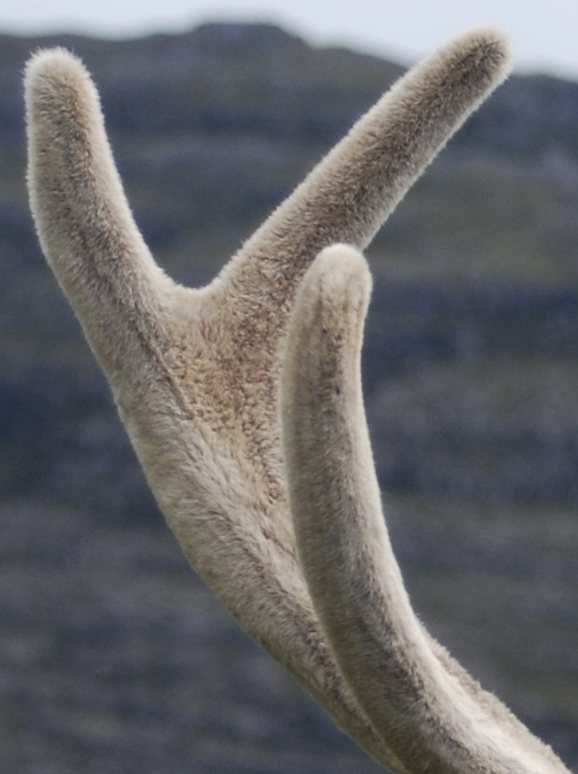
شاخ روییده روی سر یک گوزن قرمز. پوشش مخملی این شاخ در حال رشد کار خون‌رسانی و تأمین مواد مغذی را انجام می‌دهد.

خزان‌شاخ یا شاخ خزان‌کننده یا شاخ گوزن (به انگلیسی: Antler)، شاخی استخوانی است که هر سال روی سر گوزن‌ها می‌روید و خزان می‌کند و دوباره روی سر آن رشد می‌کند. این شاخ‌ها در امتداد جمجمه اعضای خانوادهٔ گوزن وجود دارد. خزان‌شاخ‌ها دارای ساختار استخوان، غضروف، بافت همبند، پوست، عصب محیطی و رگ خونی هستند. به استثنای گوزن شمالی و کاریبو، آنها معمولاً در نرها وجود دارند. خزان‌شاخ‌ها هر سال پوست‌اندازی و عملکرد اولیه این‌ها به عنوان جاذبه جنسی و شاخ برای جنگیدن نرها برای کنترل حرمسرا است.
برخلاف خزان‌شاخ، شاخ‌ها در شاخ‌چنگالی و گاوان از قبیل بز، گوسفند، گاومیش‌های کوهان‌دار و گاوها، ساختاری دوبخشی است که معمولاً خزان نمی‌کنند. درون شاخ استخوان روکش بیرونی ساخته‌شده از کراتین (پروتئین) است (همان موادی که در ناخن انسان است).

## گونه‌های دارای خزان‌شاخ

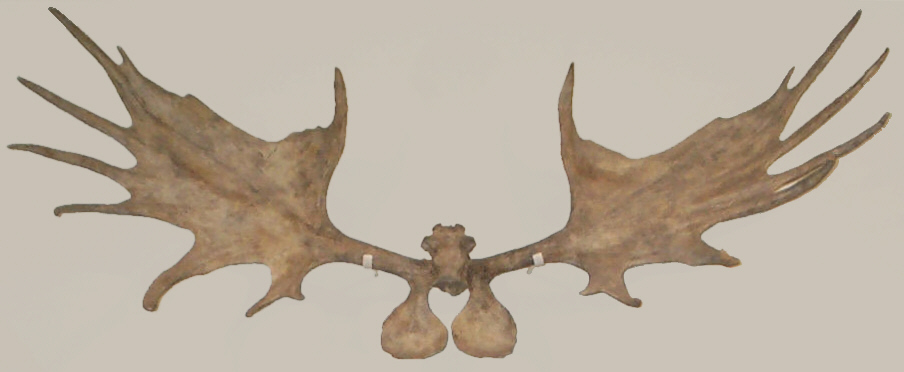
گوزن شمالی ایرلندی که منقرض شده‌است.
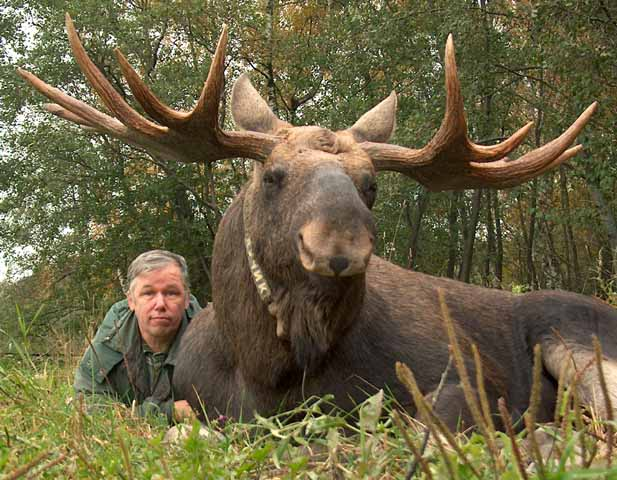
گوزن شمالی اوراسیایی
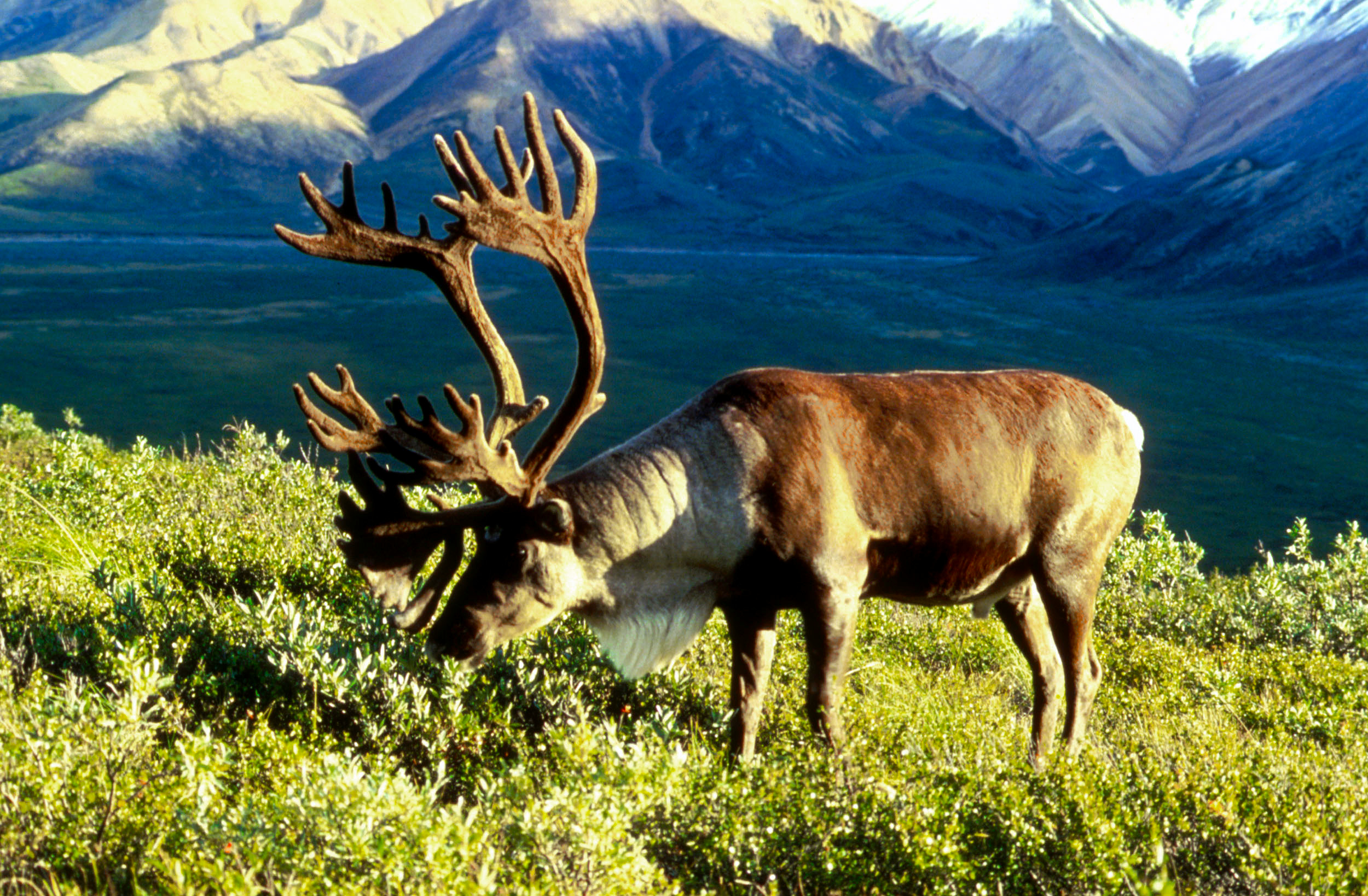
گوزنِ  شمالیِ تَشی‌گون
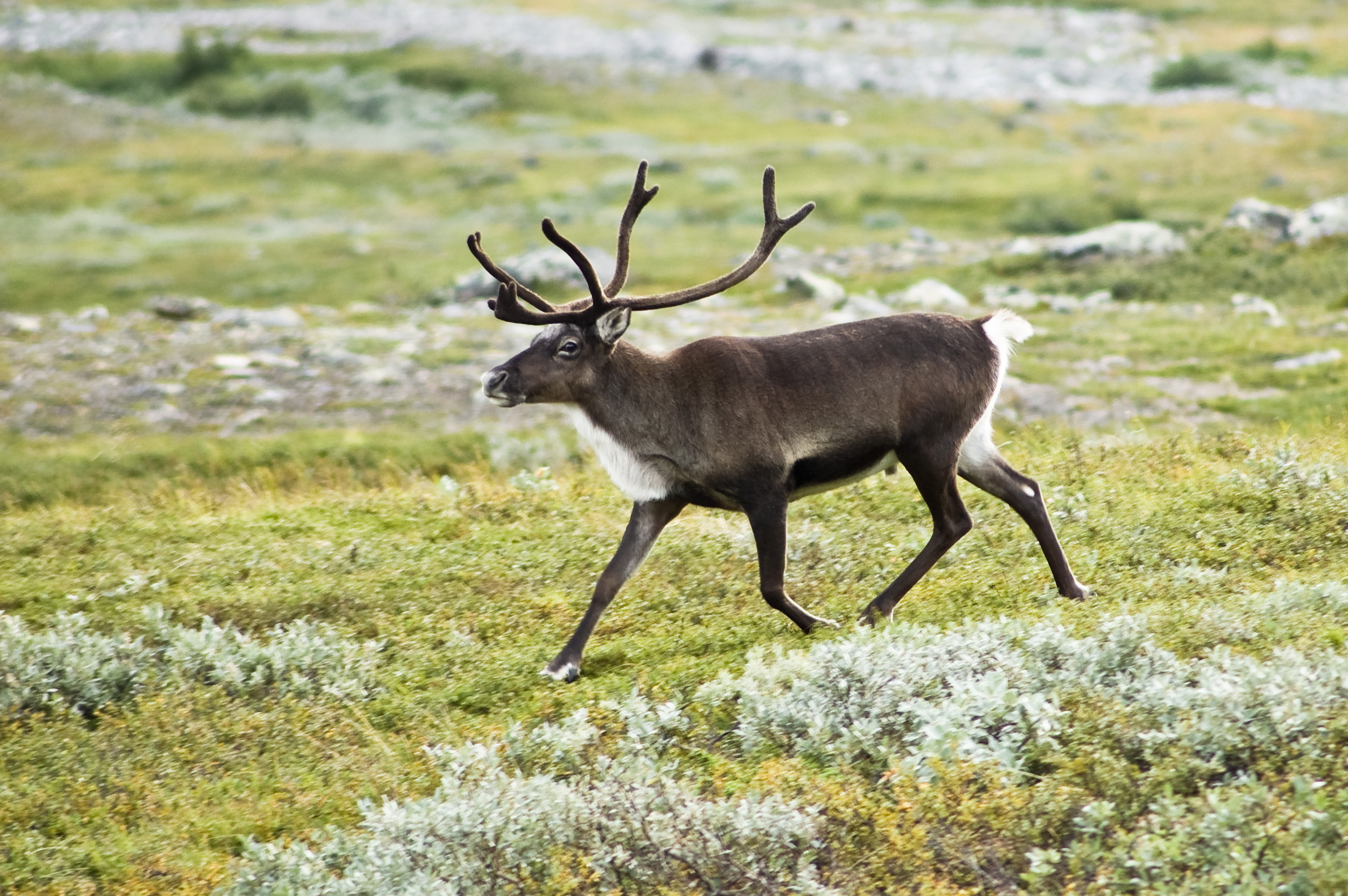
گوزنِ  شمالی، سوئد
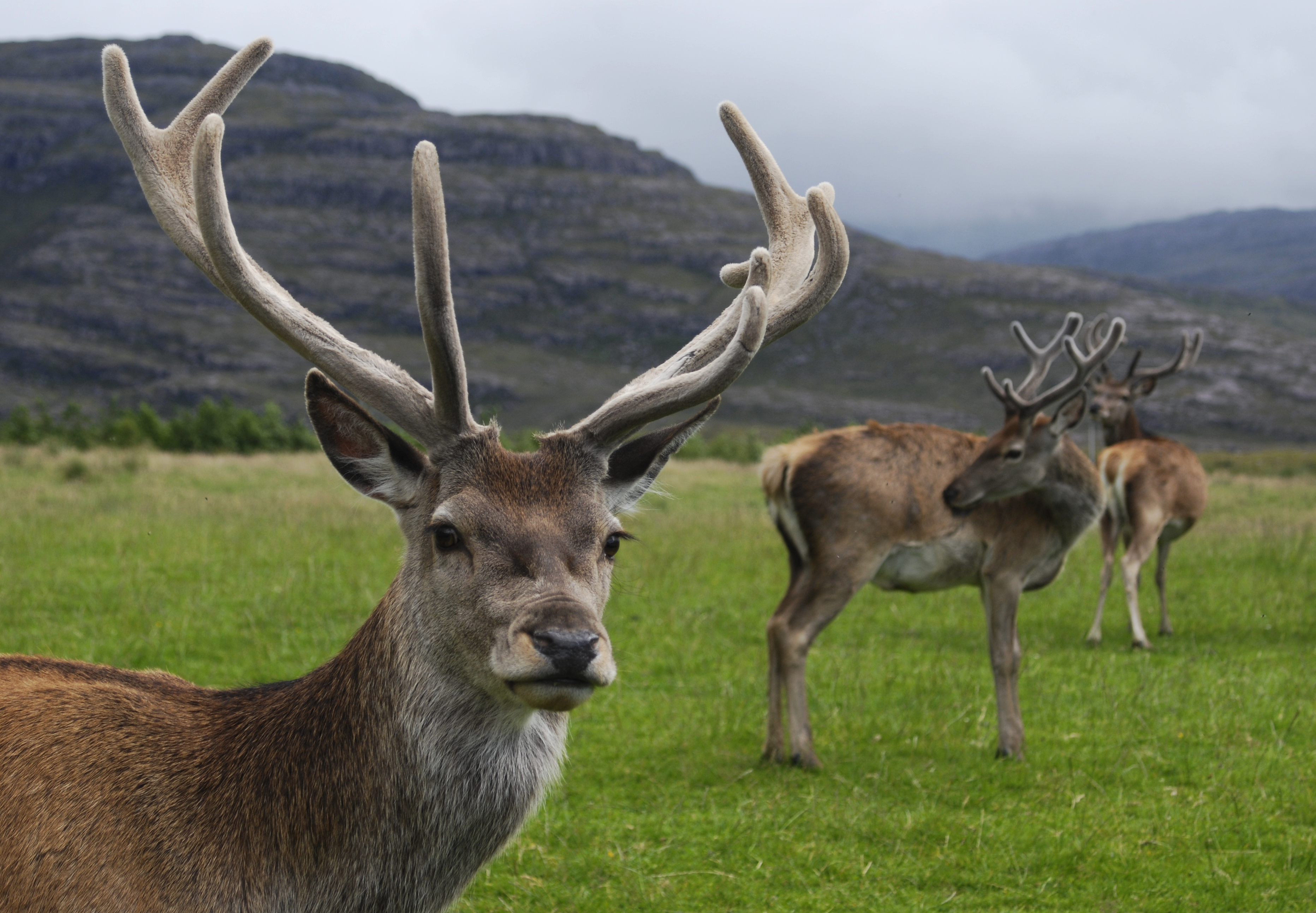
مرال جوان با شاخ مخملی
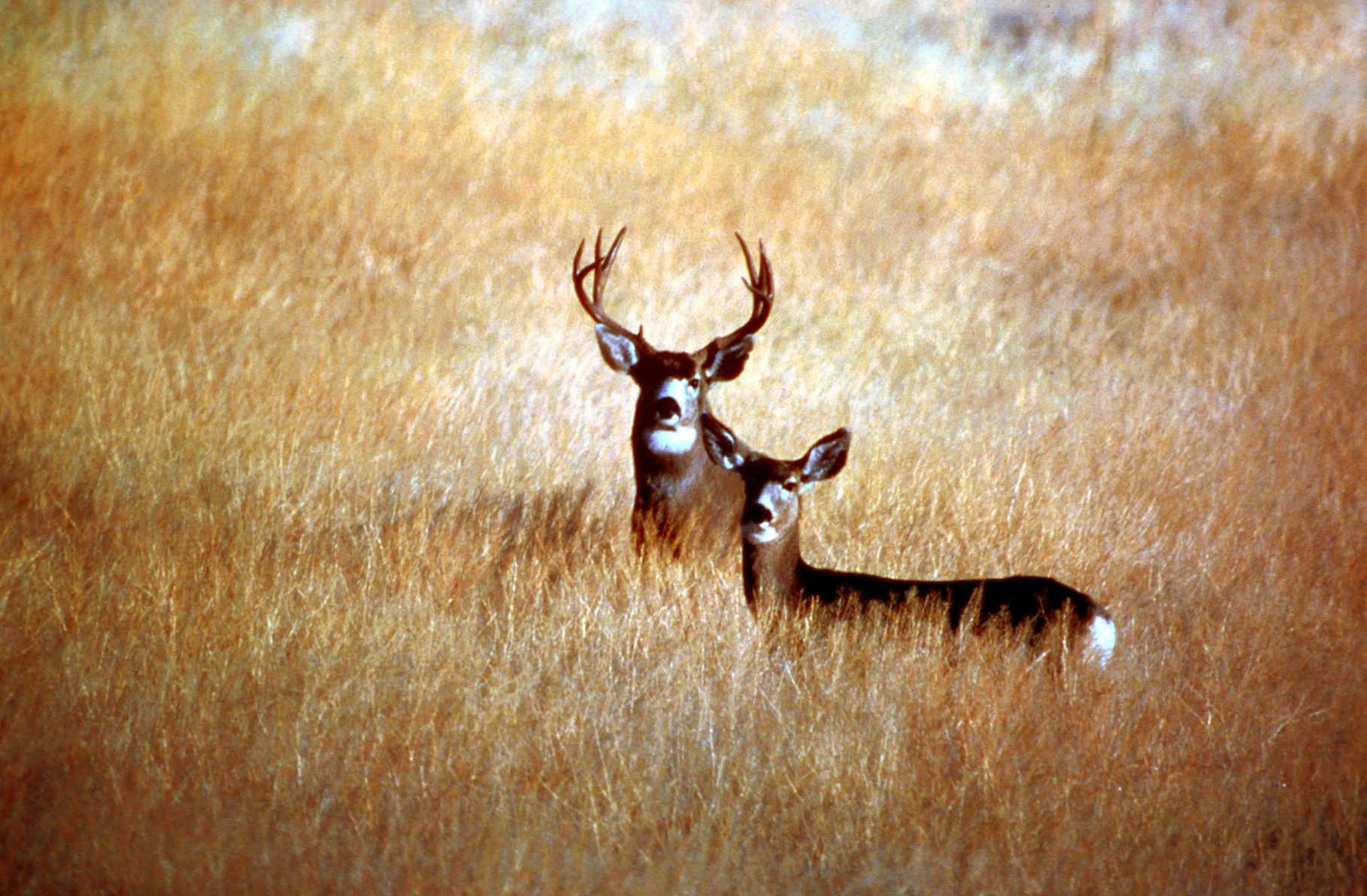
استرآهویی با سرونی نسبتاً بزرگ
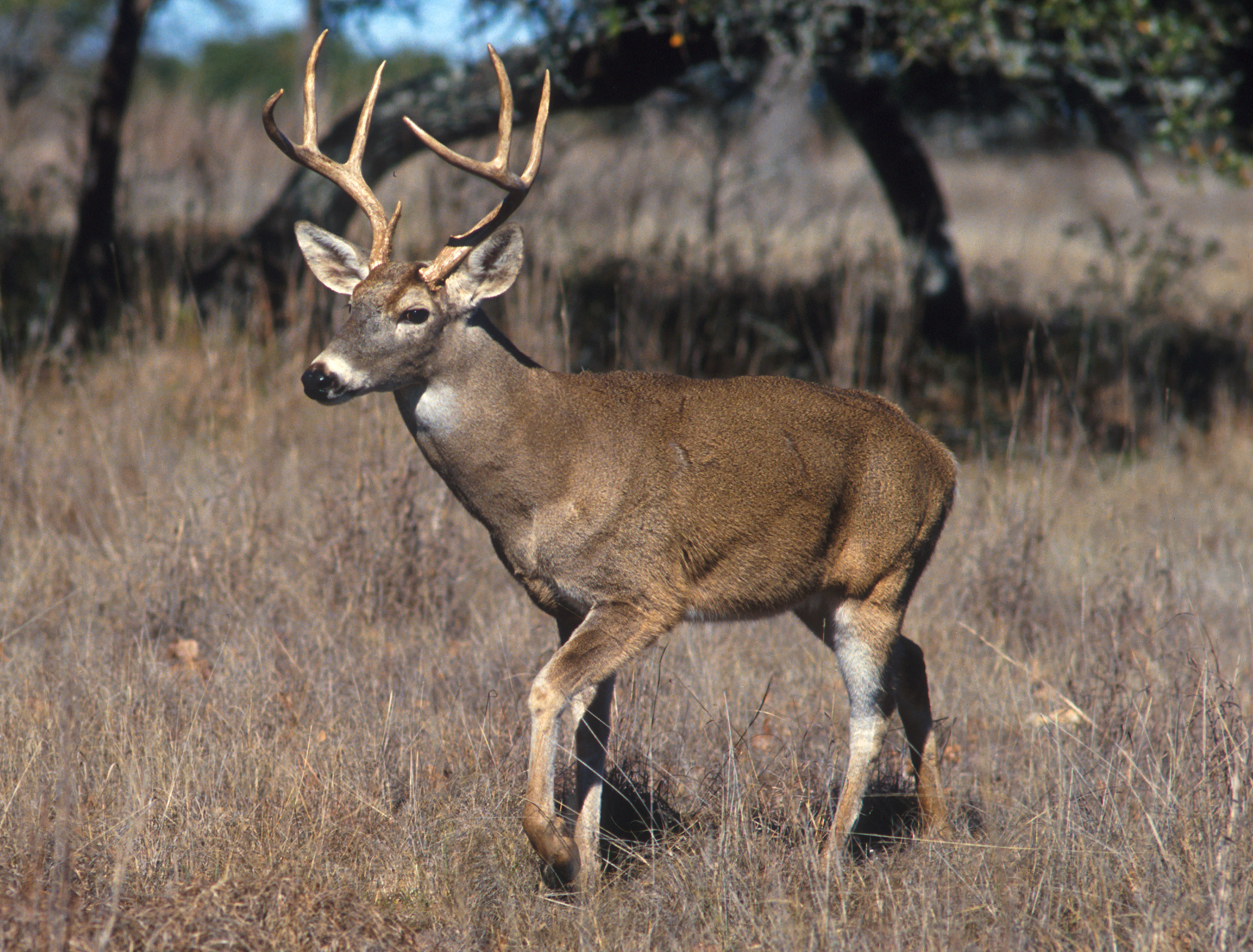
گوزن_دم‌سفید
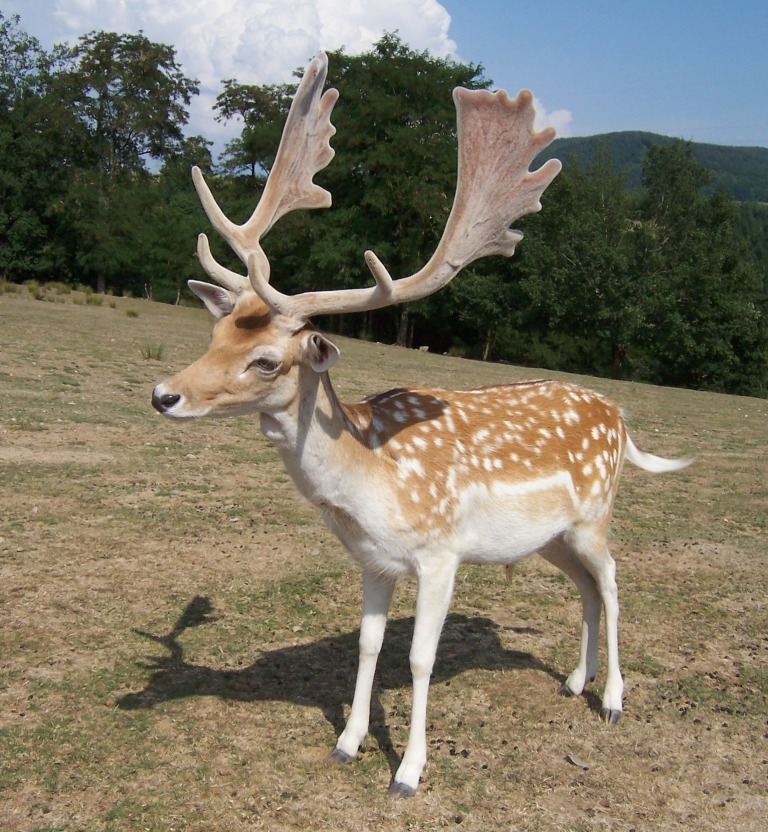
گوزنِ  زردِ  اروپایی
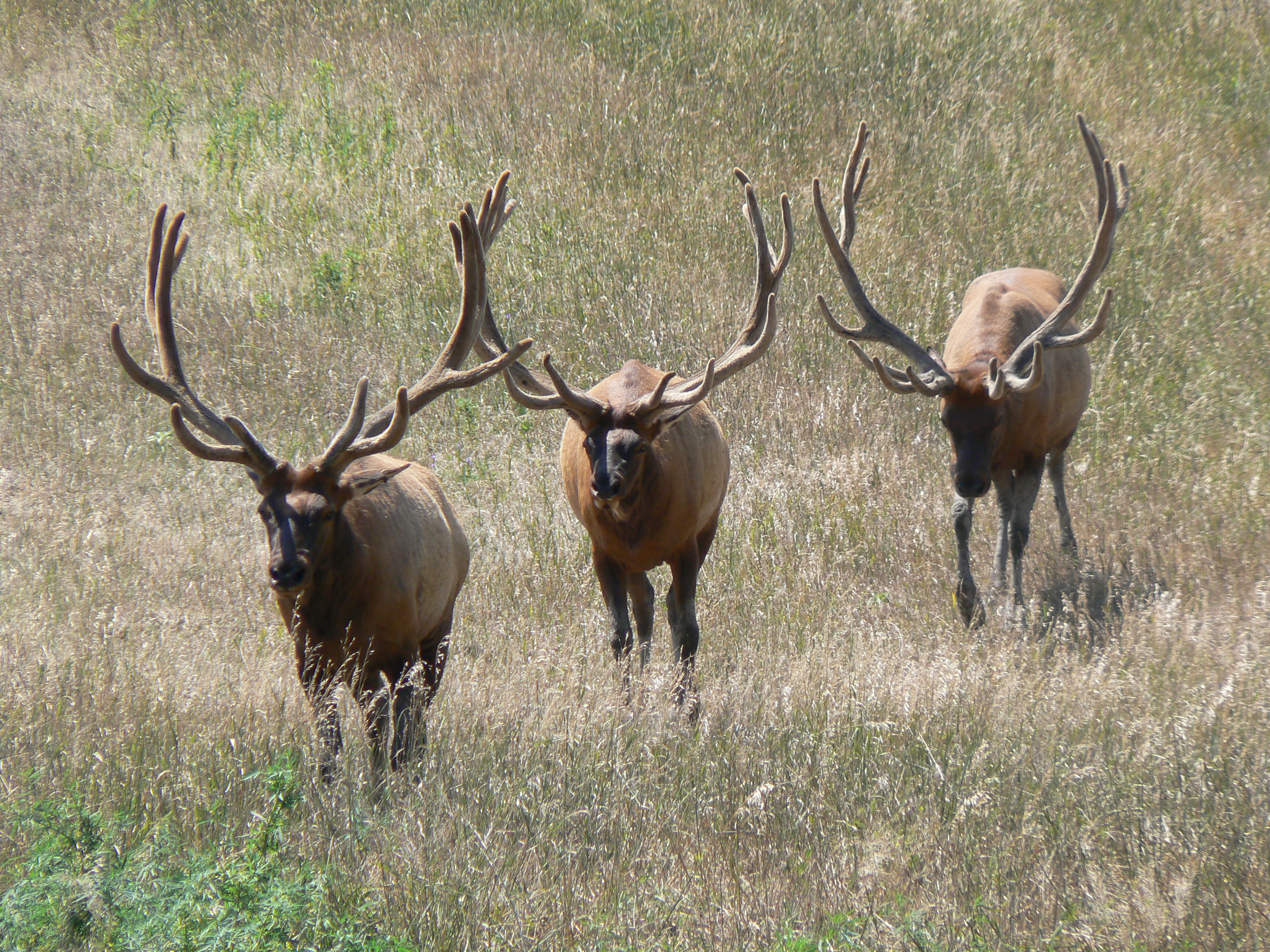
واپیتی
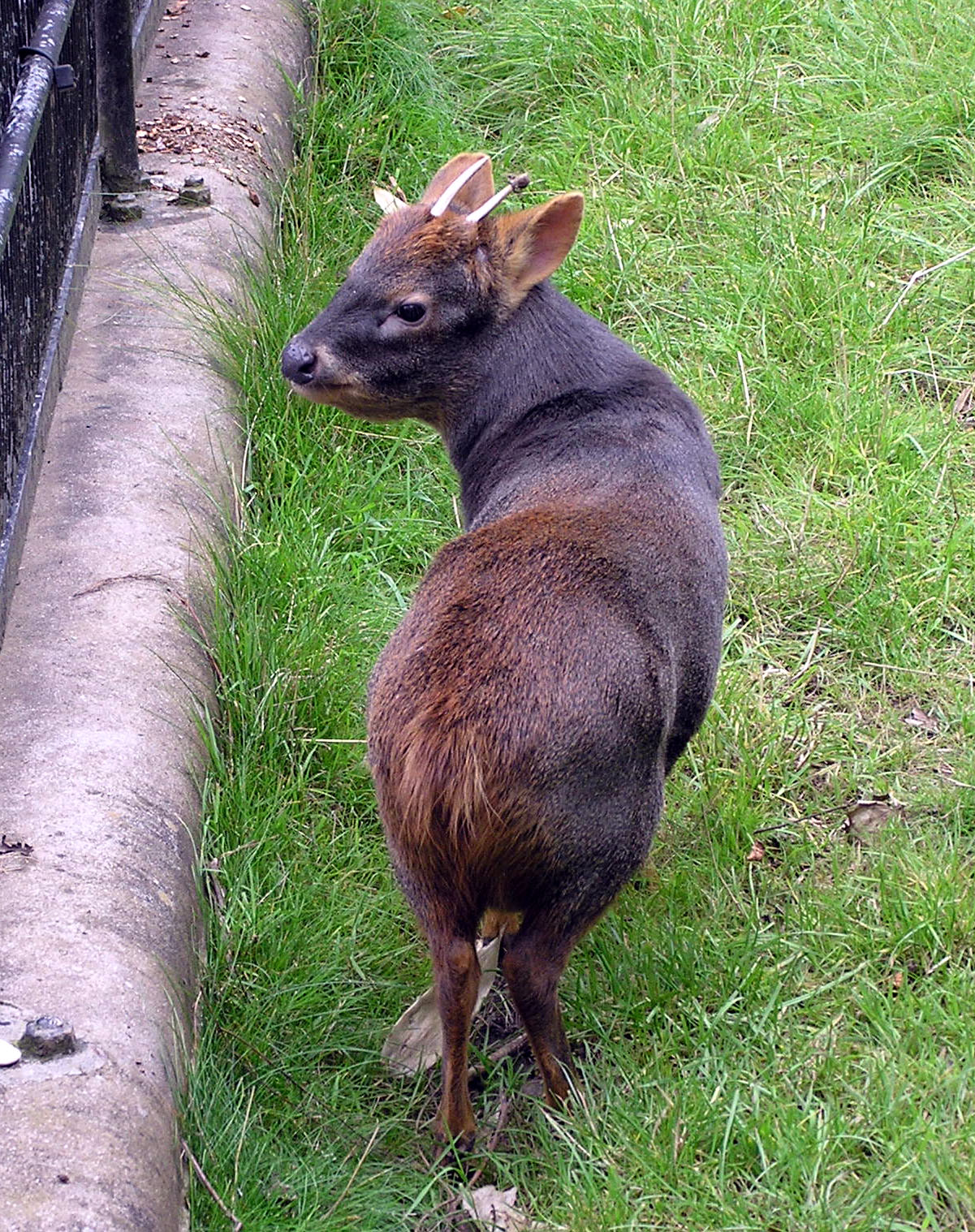
آهوریزه
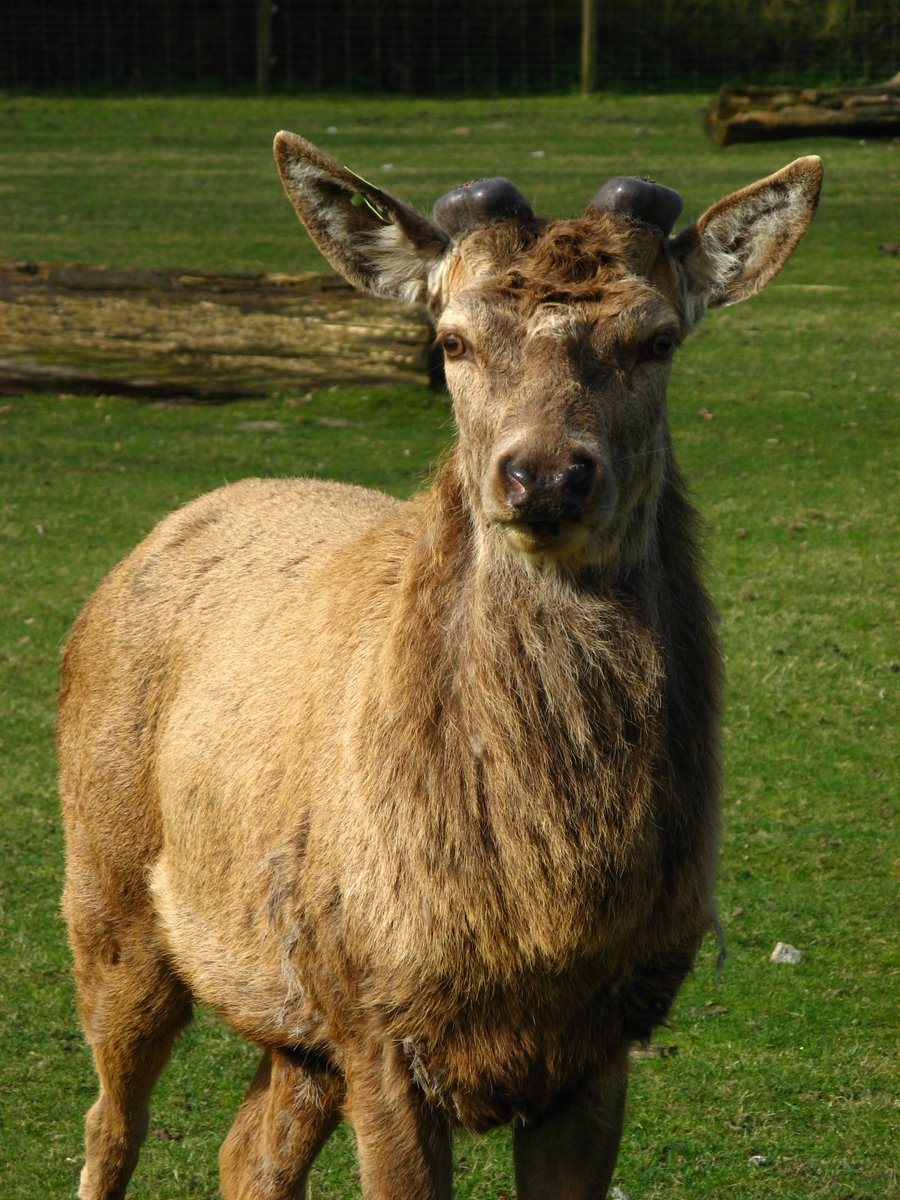
مرالی در ابتدای فصلِ  رشد
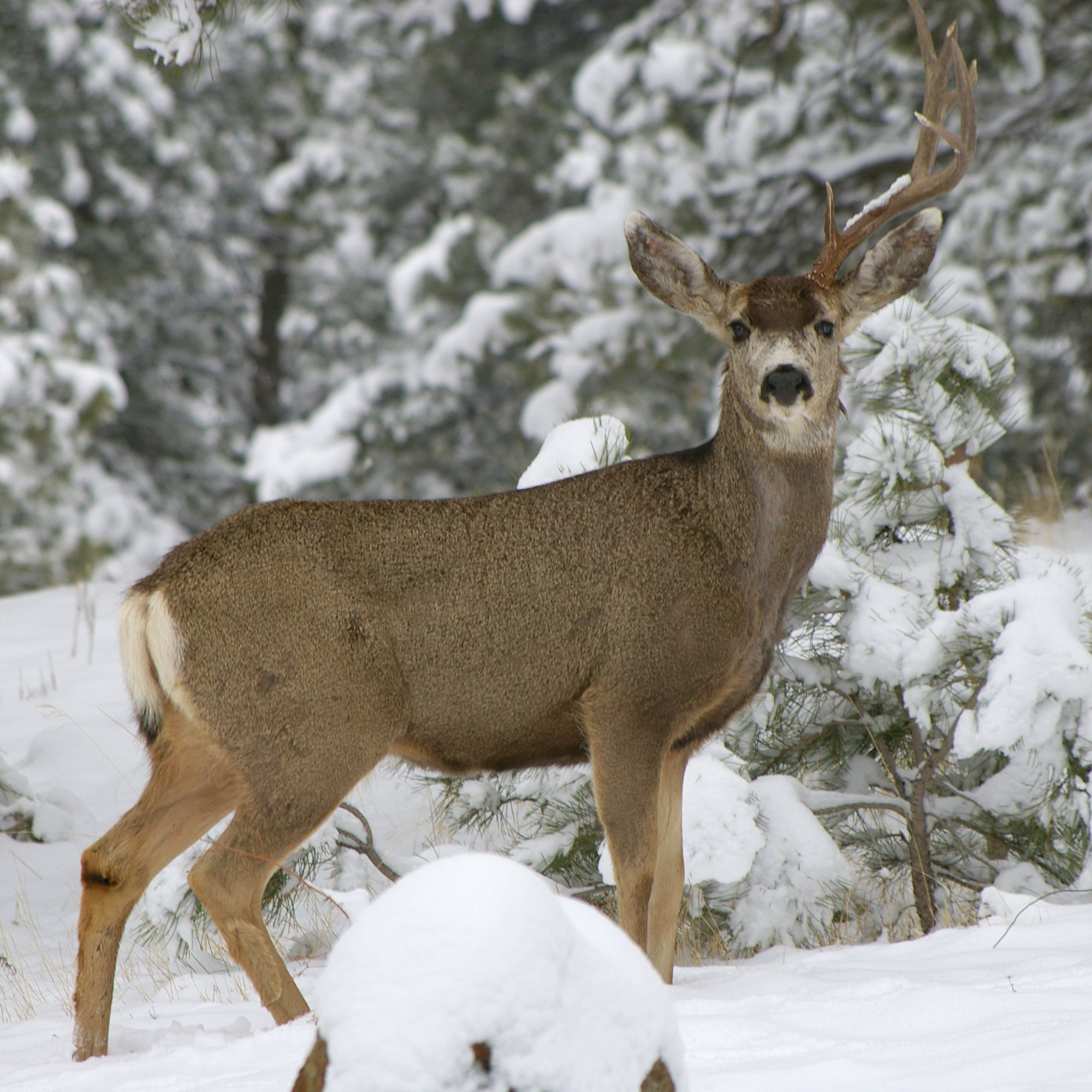
استرآهویی فاقدِ  یک شاخ
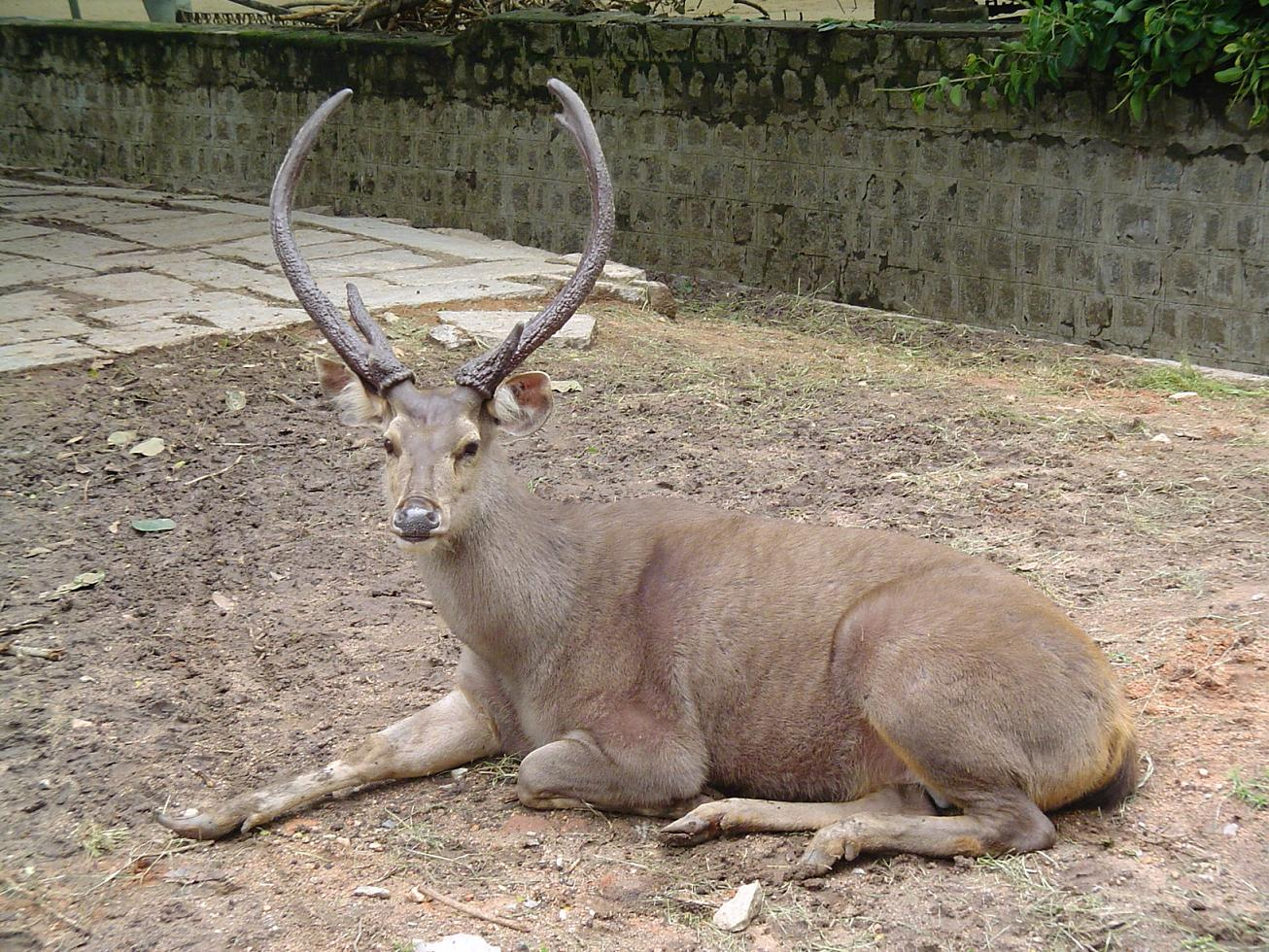
گوزن_سمبر با شاخ‌های ضحیم.
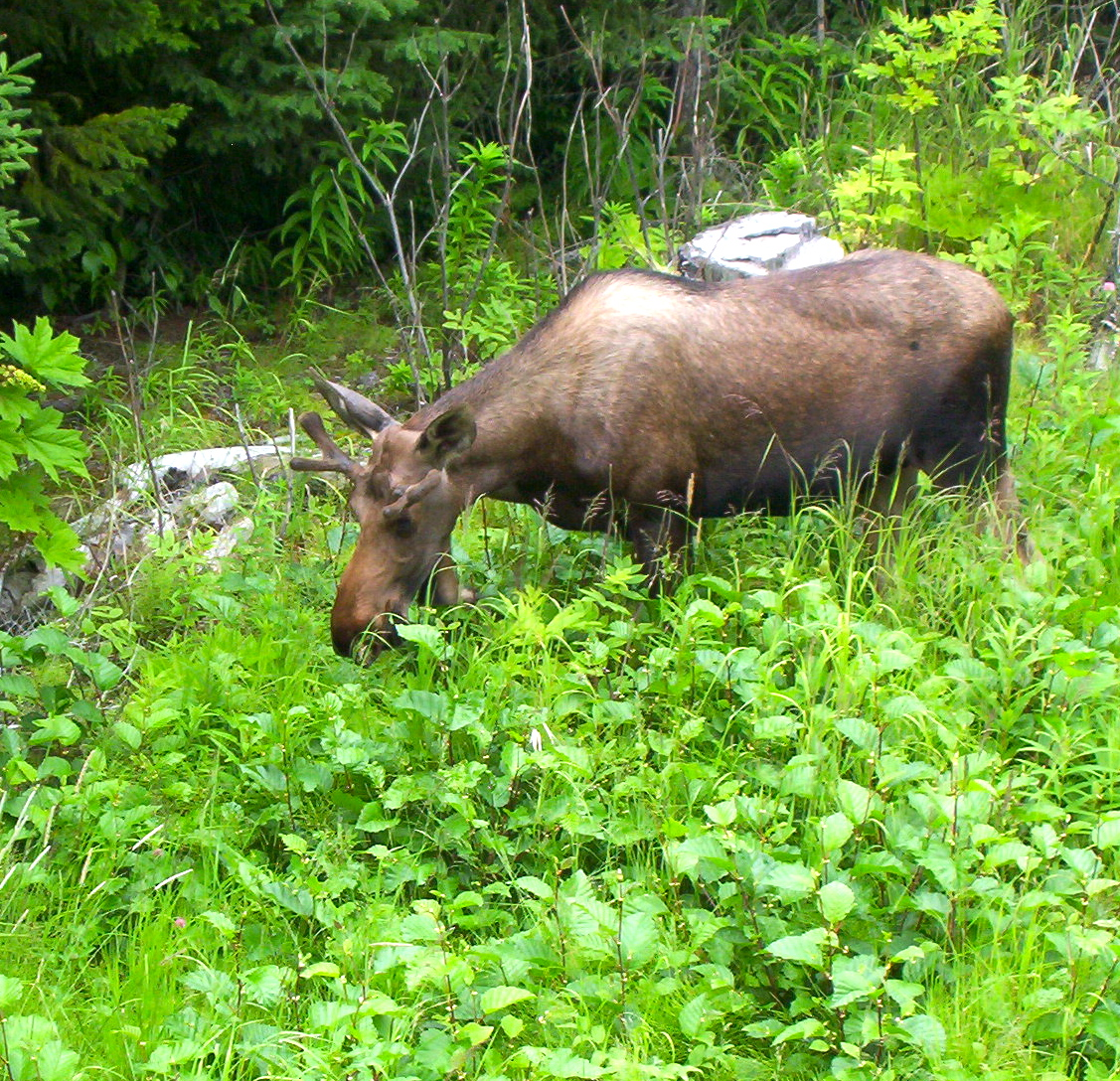
موس‌گوزنِ  یک‌ساله
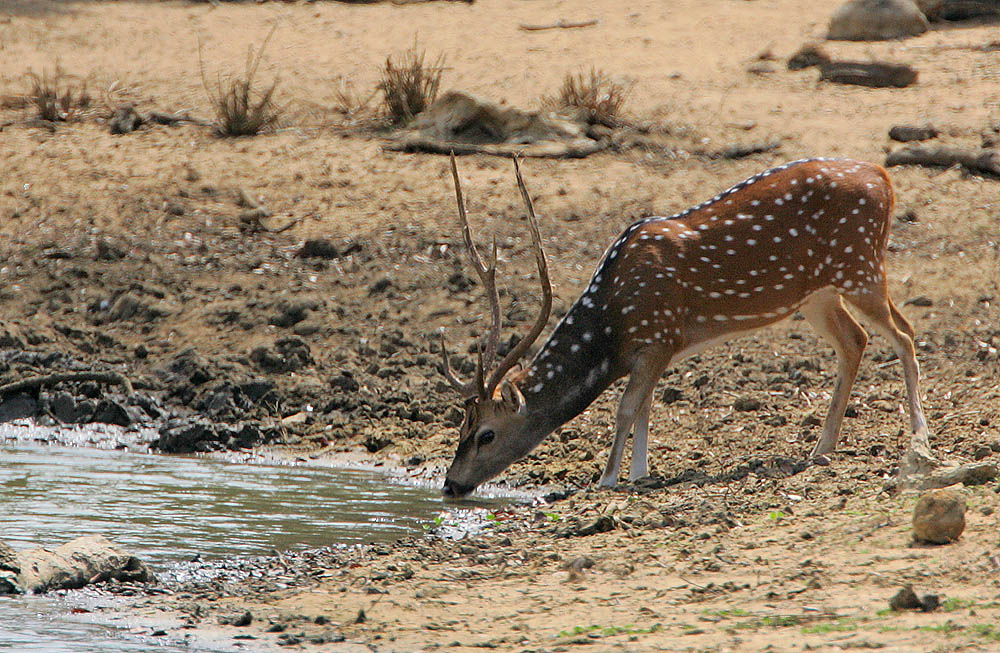
چیتال